# Kensington Park Gardens
Kensington Park Gardens est une rue de la ville de Londres.

## Situation et accès
Située dans le quartier de Notting Hill, dans le district de Kensington et Chelsea, elle est perpendiculaire à l'artère principale du quartier, Ladbroke Grove.
La station de métro la plus proche est Holland Park, où circulent les trains de la ligne  Central.

## Historique
Un certain Richard Ladbroke fait l’acquisition de deux fermes au nord de Notting Hill au milieu du XVIIIe siècle. Des rues commencent à être aménagées sur le site dans les années 1820.

## Bâtiments remarquables et lieux de mémoire

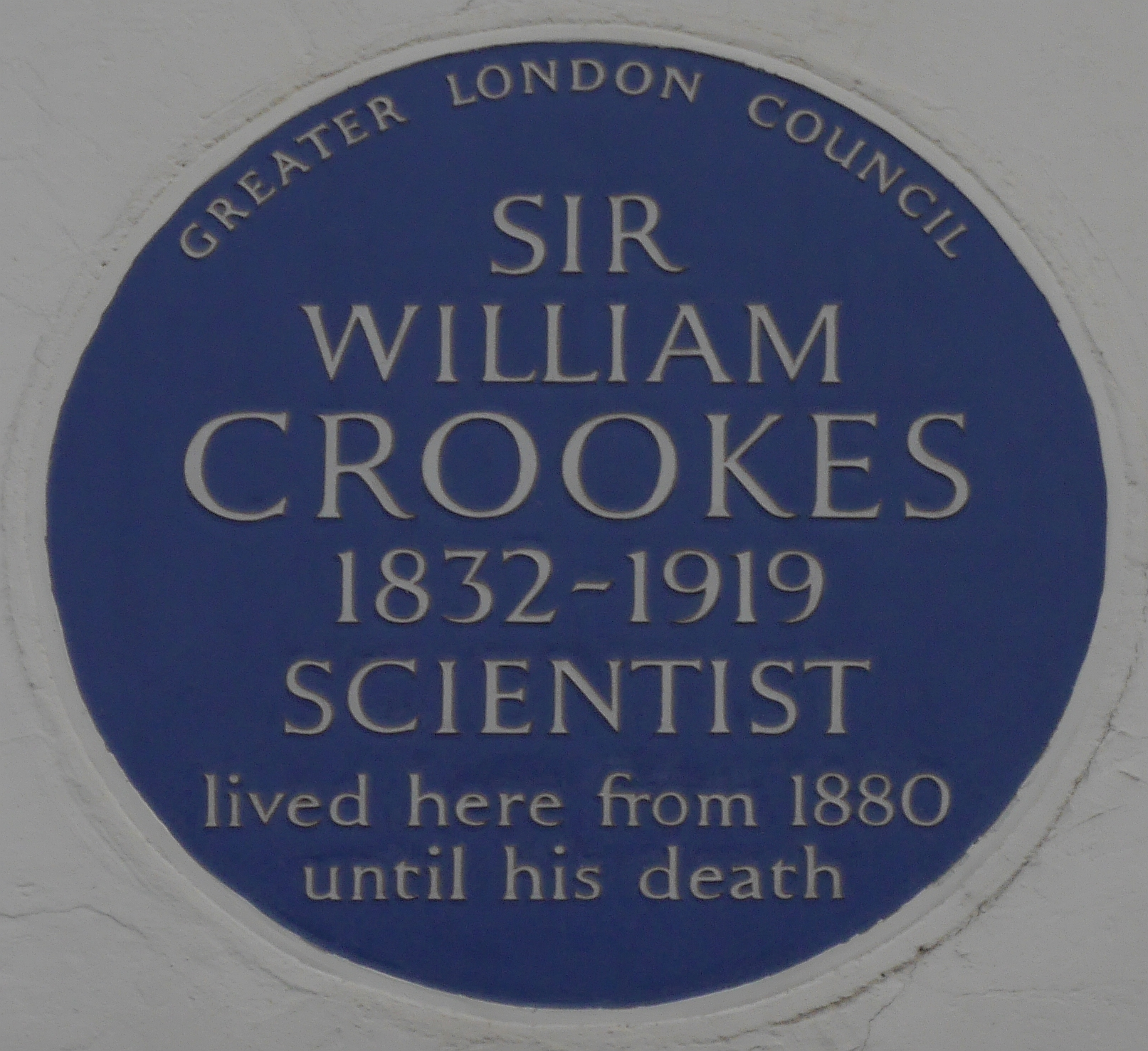
No 7 : plaque commémorative.

- No 7 : le physicien et chimiste William Crookes (1832-1919) a habité à cette adresse de 1880 à sa mort[2], comme le signale une plaque commémorative en façade.
- No 24 (et 36-40, Ladbroke Grove) : maison classée de grade II, construite en 1854 par l’architecte Thomas Allom[3].